# Tessuti molli
La locuzione tessuti molli è una definizione usata in medicina abbastanza ambigua: sostanzialmente si vuole definire così tutto ciò che non ha la stessa densità dell'osso.
È un termine nato più che altro in ambito radiologico, poiché alla radiografia l'osso appare bianco, l'aria è colorata di nero, mentre tutto il resto è di un grigio omogeneo, cosa che non fa distinguere i vari organi e tessuti.
È per tal motivo un termine usato solo al plurale e utilizzato per descrivere qualcosa di grossolano, senza alcuna velleità di precisa individuazione anatomica o di caratterizzazione istologica.
Il termine è stato poi gradualmente introdotto in altre branche medico-chirurgiche, dove ha comunque mantenuto questa caratteristica di indeterminatezza: si può parlare quindi di "tumefazione dei tessuti molli" o di "calcificazione dei tessuti molli", ma non di "calcificazione del tessuto molle del fegato", per esempio.

## Significati

### Significato istologico
È entrato nell'uso anche la definizione di "sarcoma dei tessuti molli", dove la specificazione "dei tessuti molli" appare ridondante e di molto ambigua: infatti la parola sarcoma (che deriva dal greco sárkóma, "carne") identifica i tumori maligni del tessuto connettivo, al quale appartengono:
- muscoli,
- tendini,
- grasso,
- sinovia,
- vasi,
- nervi,
- tessuto connettivo propriamente detto o tessuto interstiziale (con funzione di sostegno dei parenchimi),
- connettivo di sostegno, cioè ossa e cartilagine.

Sicché l'equivalenza "tessuti molli=tessuti connettivali" non risulta essere felice. A causa di ciò, quindi, alla parola "sarcoma" è stata affiancata la specificazione "dei tessuti molli": per differenziare questi dai sarcomi dell'osso.
A parte questo ambito oncologico, la locuzione "tessuti molli" non viene utilizzata in istologia.

### Significato embriologico
Molti, ma non tutti, dei tessuti sopra elencati sono di origine mesenchimale, e questo porta a un'ulteriore ambiguità: l'equivalenza "tessuti molli=tessuti mesenchimali".

I sarcomi dei tessuti molli non interessano infatti tessuti solo di origine mesenchimale:
- la muscolatura striata deriva dal mesoderma, mentre i muscoli lisci dal mesenchima;
- i vasi derivano dall'entoderma, ma il sangue e la linfa sono mesenchimali;
- i nervi sono di origine neuroectodermica, ma sono avvolti da tessuto connettivale;
- alcuni tumori maligni di origine ectodermica son definiti comunque "sarcomi dei tessuti molli", essendo abbastanza ben differenziabili dai più comuni carcinomi epitaliali.

La locuzione "tessuti molli" non viene utilizzata in embriologia.

### Significato radiologico
Nella stessa radiologia si parla di "calcificazione dei tessuti molli" laddove non si individua bene, per incapacità o inutilità diagnostica, il tessuto o l'organo.

La specificazione è d'obbligo altrimenti: il flebolita è una riconoscibilissima calcificazione delle vene, così come le placche calcifiche dei grossi vasi arteriosi.
Questo significa che, laddove un organo sia radiologicamente individuabile, non si rende necessario l'utilizzo della locuzione "tessuti molli". Ciò ha molto più significato in metodiche come la TC, dove la caratterizzazione di un tessuto è molto più facile.
Un nuovo sistema di imaging si è dimostrato capace di aumentare il contrasto dei tessuti molli nella radiografia tradizionale, senza l'aumento di dose al paziente tipico della TC.